# Thomaz Bellucci
Thomaz Cocchiarali Bellucci (Tietê, Brazília; 1987. december 30. –) brazil hivatásos teniszező. Karrierje első ATP-döntőjén hazai pályán, a Brasil Openen kikapott Tommy Robredótól.
Első győzelmét 2009. augusztus 2-án szerezte meg Gstaadban. A német Andreas Becket győzte le a döntőben. Karrierje során 4 egyéni és 1 páros ATP tornát nyert meg.
Pályafutása során két olimpián vett részt. Először a 2008-as pekingi olimpián egyesben az első körben vereséget szenvedett Dominik Hrbatýtól. Második részvétele alkalmával a 2012-es londoni játékokon egyesben szintén az első fordulóban győzte le őt, a francia Jo-Wilfried Tsonga, párosban pedig újabb első körös vereséget szenvedett André Sá partnereként, a későbbi győztes Bob Bryan, Mike Bryan kettőstől.
Legjobb ütése a tenyeres, kedvenc borítása a salak.

## ATP-döntői

### Egyéni

#### Győzelmei (4)
| Összesítés                                            | Összesítés |
| ----------------------------------------------------- | ---------- |
| Grand Slam-torna                                      | (0)        |
| ATP World Tour Masters 1000 / ATP Masters Series      | (0)        |
| ATP World Tour 500 Series / International Series Gold | (0)        |
| ATP World Tour 250 Series / International Series      | (4)        |
| ATP World Tour Finals / Tennis Masters Cup            | (0)        |

|   | Dátum              | Torna                                     | Borítás | Ellenfél a döntőben | Eredmény a döntőben |
| 1 | 2009. augusztus 2. | Allianz Suisse Open Gstaad Gstaad         | salak   | Andreas Beck        | 6–4, 7–6(2)         |
| 2 | 2010. február 7.   | Movistar Open Viña del Mar                | salak   | Juan Mónaco         | 6–2, 0–6, 6–4       |
| 3 | 2012. július 22.   | Crédit Agricole Suisse Open Gstaad Gstaad | salak   | Janko Tipsarević    | 6–7(6), 6–4, 6–2    |
| 4 | 2015. május 24.    | Geneva Open Genf                          | salak   | João Sousa          | 7–6(4), 6–4         |

#### Elvesztett döntői (2)
|   | Dátum             | Torna                        | Borítás    | Ellenfél a döntőben | Eredmény a döntőben |
| 1 | 2009. február 9.  | Brasil Open, Costa do Sauipe | Salak      | Tommy Robredo       | 3–6, 6-3, 4–6       |
| 2 | 2012. október 21. | Kreml Kupa, Moszkva          | Kemény (f) | Andreas Seppi       | 6–3, 6-7(3), 3–6    |

### Páros

#### Győzelmei (1)
| Összesítés                                            | Összesítés |
| ----------------------------------------------------- | ---------- |
| Grand Slam-torna                                      | (0)        |
| ATP World Tour Masters 1000 / ATP Masters Series      | (0)        |
| ATP World Tour 500 Series / International Series Gold | (0)        |
| ATP World Tour 250 Series / International Series      | (1)        |
| ATP World Tour Finals / Tennis Masters Cup            | (0)        |

|   | Dátum            | Torna                   | Borítás | Partner        | Ellenfelek a döntőben               | Eredmény a döntőben |
| 1 | 2013. július 14. | Mercedes Cup, Stuttgart | Salak   | Facundo Bagnis | Tomasz Bednarek / Mateusz Kowalczyk | 2-6, 6-4, [11-9]    |

## Eredményei Grand Slam-tornákon
| Grand Slam | Australian Open | Australian Open    | Roland Garros | Roland Garros            | Wimbledon     | Wimbledon        | US Open       | US Open               |
| Év         | Eredmény        | Utolsó ellenfél    | Eredmény      | Utolsó ellenfél          | Eredmény      | Utolsó ellenfél  | Eredmény      | Utolsó ellenfél       |
| 2007       | –               | –                  | –             | –                        | –             | –                | Selejtező (1) | Selejtező (1)         |
| 2008       | –               | –                  | 1.kör         | Rafael Nadal             | 2.kör         | Simon Stadler    | 2.kör         | Juan Martín del Potro |
| 2009       | 1.kör           | Lu Jen-hszün       | 1.kör         | Martín Vassallo Argüello | –             | –                | 2.kör         | Gilles Simon          |
| 2010       | 2.kör           | Andy Roddick       | 4.kör         | Rafael Nadal             | 3.kör         | Robin Söderling  | 2.kör         | Kevin Anderson        |
| 2011       | 2.kör           | Jan Hernych        | 3.kör         | Richard Gasquet          | 1.kör         | Rainer Schüttler | 1.kör         | Dúdí Szela            |
| 2012       | 2.kör           | Gaël Monfils       | 1.kör         | Viktor Troicki           | 1.kör         | Rafael Nadal     | 1.kör         | Pablo Andújar         |
| 2013       | 1.kör           | Blaz Kavcic        | –             | –                        | –             | –                | 1.kör         | Roberto Bautista Agut |
| 2014       | 2.kör           | Jo-Wilfried Tsonga | 2.kör         | Fabio Fognini            | Selejtező (1) | Selejtező (1)    | 2.kör         | Stanislas Wawrinka    |
| 2015       | 1.kör           | David Ferrer       | 2.kör         | Nisikori Kei             | 1.kör         | Rafael Nadal     |               |                       |

## Év végi világranglista-helyezései
| Év       | 2005 | 2006 | 2007 | 2008 | 2009 | 2010 | 2011 | 2012 | 2013 | 2014 |
| Helyezés | 864  | 578  | 199  | 90   | 36   | 31   | 37   | 32   | 125  | 65   |